# Chris Butler (hockeista su ghiaccio)
Chris Butler (St. Louis, 27 ottobre 1986) è un hockeista su ghiaccio statunitense.

## Palmarès

### Mondiali
- 1 medaglia:
  - 1 bronzo (Svezia/Finlandia 2013)